# Jan Myrdal
Jan Myrdal (Bromma, 1927 – Varberg, 30 de outubro de 2020) foi um escritor, jornalista, e ensaísta sueco.
Foi uma figura relevante no movimento comunista dos anos 60 na Suécia.
A sua obra tem um cariz direto e agitatório em prol do socialismo radical.

Morreu em 30 de outubro de 2020 em um hospital de Varberg, aos 93 anos.

## Algumas obras
- Rapport från kinesisk by (1963) [1][2]
- Samtida bekännelser av en europeisk intellektuell (1964) [1]
- Skriftställning (1968–) [1][2]
- Indien väntar (1980) [2]
- Barndom (1982) [1][2]
- En annan värld (1984) [1]
- Maj: En kärlek (1998) [1]
- Gubbsjuka (2002) [1]